# Anton Trampitsch

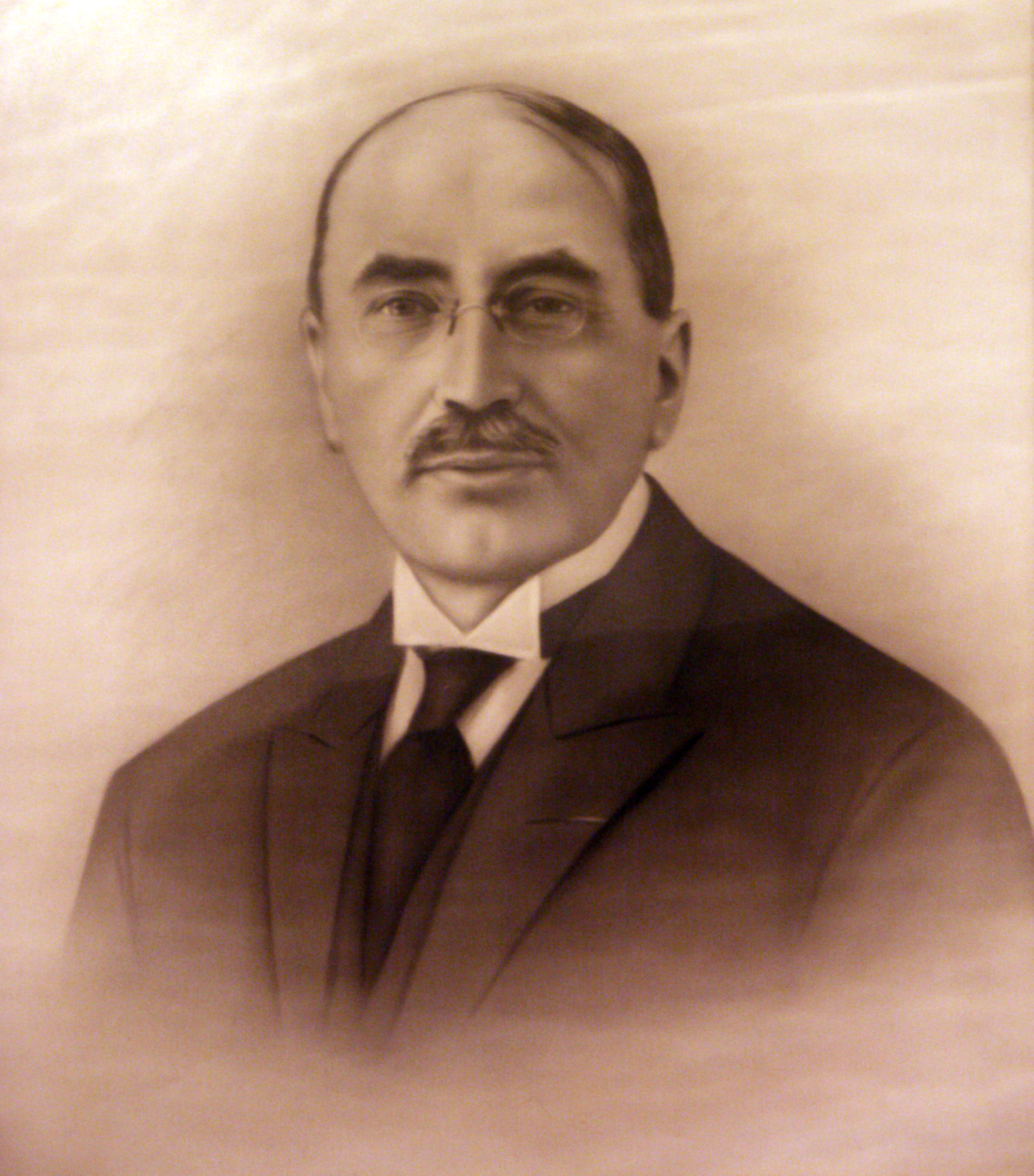
Anton Trampitsch (1860–1940), Gründer der Brasserie de Champigneulles

Anton Trampitsch (auch Antoine Trampitch, Trampič; * 4. April 1860 in Wegscheide/Razpotje, Köttmannsdorf/Kotmara vas; † 7. März 1940 Nancy/Nanzig) war ein kärntnerslowenischer Bierbrauer und Großindustrieller in Frankreich. Er war Mitgründer der zweitgrößten französischen Brauerei Brasserie Champigneulles.

## Herkunft und junge Jahre
Aus den unvollendeten Memoiren von Trampitsch geht hervor, dass Trampitschs Vater Kristijan Trampitsch 1811 im Ort Wegscheide/Razpotje in der Südkärntner Gemeinde Köttmannsdorf/Kotmara vas geboren wurde. 100 Meter vom Geburtshaus hatte Napoleon I. im Zuge seiner Feldzüge seinen Generalstab aufgeschlagen und soll den jungen Kristijan öfters in den Arm genommen haben. Kristijan heiratete zwar erst mit 37 Jahren, hatte jedoch trotzdem 14 Kinder. Die ältesten erhielten eine höhere Ausbildung im Gymnasium in Klagenfurt, die jüngeren, so auch Anton Trampitsch selbst, mussten sich mit der Volksschule begnügen.
Anton Trampitsch war zunächst lediglich die Landarbeit zugedacht, doch widerstrebte dies dem jungen Trampitsch. Mit 17 verließ er ohne jegliche finanzielle Mittel und zunächst ohne Wissen seiner Eltern seinen heimatlichen Ort und begann eine Bierbrauerlehre beim Pahatz in Maria Elend/Podgorje (zu St. Jakob/Šentjakob). Nach dem Tod seines Vaters ging er in die Bierbrauschule in Mödling bei Wien und war dann in einer Brauerei in Brunn am Gebirge (Brunner-Brau-Aktien-Gesellschaft) beschäftigt. Weitere Stationen seines Lebensweges waren Plzeň/Pilsen in Böhmen/Čechy (1883–84) und schließlich das Elsass/Alsace und Frankreich.
Trampitsch arbeitete zunächst in Brauereien in Lutterbach (bei einem Franzosen, wie Trampitsch hervorhebt), Masevaux/Masmünster, Cravanche/Cranwelsch (bis Juni 1886), Montbéliard/Mömpelgard und Châlons-sur-Marne. Schließlich erwarb er 1897 im 6000-Einwohner-Ort Champigneulles in der Lorraine/Lothringen ein Grundstück für seine künftige Brauerei.

## Grande Brasserie de Champigneulles

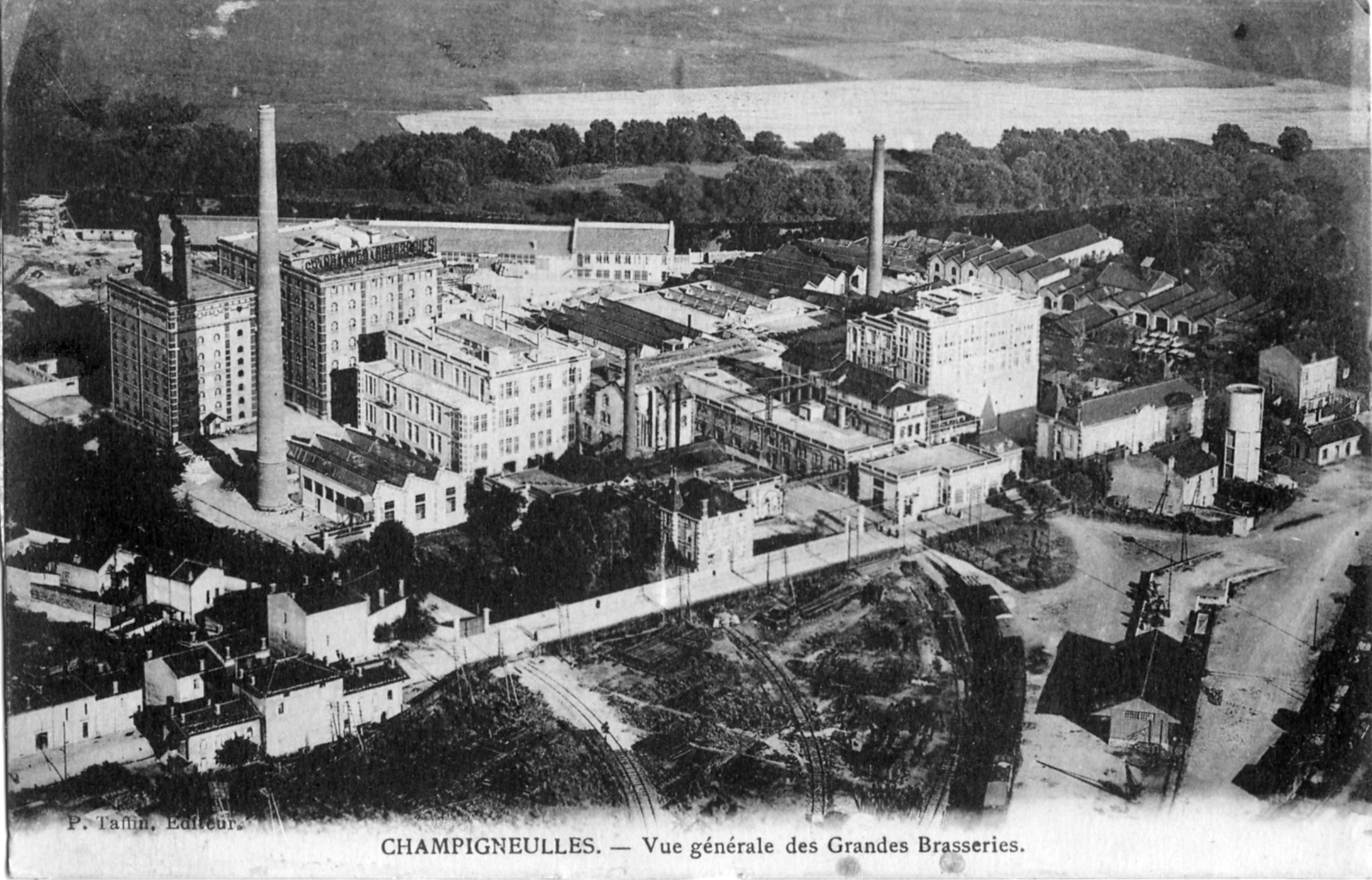
Brasserie de Champigneulles, Luftbild, historisches Foto

Mit Unterstützung von Victor Hinzelin brachte er 1 Million Franc auf und errichtete diese, die später unter dem Namen Grande Brasserie de Champigneulles bekannt wurde. Bereits 1898 wurden dort 25.000 hl Bier gebraut, wobei Trampitsch visionär die industrielle Fertigung anstrebte und den Vertrieb durch die Eisenbahn zu nutzen wusste. Der Großteil der Produktion wurde in 200-l-Fässern an Händler geliefert, die teilweise das Bier selbst in Flaschen gossen. 1913 belief sich die Bierproduktion auf 210.000 hl und erreichte so ein in Frankreich bis dahin nie erreichtes Volumen. Mit der Zeit wurde diese Brauerei eine der größten in Europa und Aushängeschild des französischen Bierbrauwesens. Die Brauerei hatte bis zu 1.250 Beschäftigte. 1924 wurde die Arbeitersiedlung Beausoleil errichtet.
Im Ersten Weltkrieg belieferte die Brauerei die Front an der Marne und in Verdun und noch während des Krieges wurde in der Schweiz Produktionsmaterial bestellt, das 1918 geliefert wurde. So konnte die Brauerei sofort nach Ende des Krieges Bier ausliefern, während die Konkurrenz noch mit der Reorganisation beschäftigt war. Als Trampitsch 1930 erkrankte und sich zurückzog, wurden in Champigneulles 410.000 hl gebraut.
Der Zweite Weltkrieg traf das Unternehmen stärker, doch führte René Hinzelin, der Enkel des zweiten Gründervaters, nach dem Krieg den Betrieb weiter. Erst 1970 ging die Brauerei in familienfremde Hände und ging zu Beginn des 21. Jahrhunderts in einem multinationalen Unternehmen auf.

## Familie und Identität
Trampitsch war zweimal verheiratet. Sein Sohn Armand Trampitsch (18. Juni 1890–1970), der 1911 ins Unternehmen eingestiegen war, verkaufte seinen Anteil und ging nach Paris. Nach weiteren Quellen wurde er Kunstsammler und baute eine bemerkenswerte archäologische Sammlung auf. Seine Sammlung von Bildern, hauptsächlich aus dem 17., 18. und 19. Jahrhundert, scheint 1979 in einem Versteigerungskatalog vom Auktionshaus Drouot Rive Gauche in Paris auf.
Trampitschs Tochter Emma Jeanne Gabrielle heiratete den Offizier Lucien Laissy und ist in derselben Grabstätte wie ihr Vater begraben.
Trampitsch selbst war bis zuletzt identitätsbewusster (Kärntner) Slowene und schrieb in seiner unvollendeten Biografie die (Kärntner) Orte seiner Jugend in slowenischer Sprache nieder.

## Rezeption

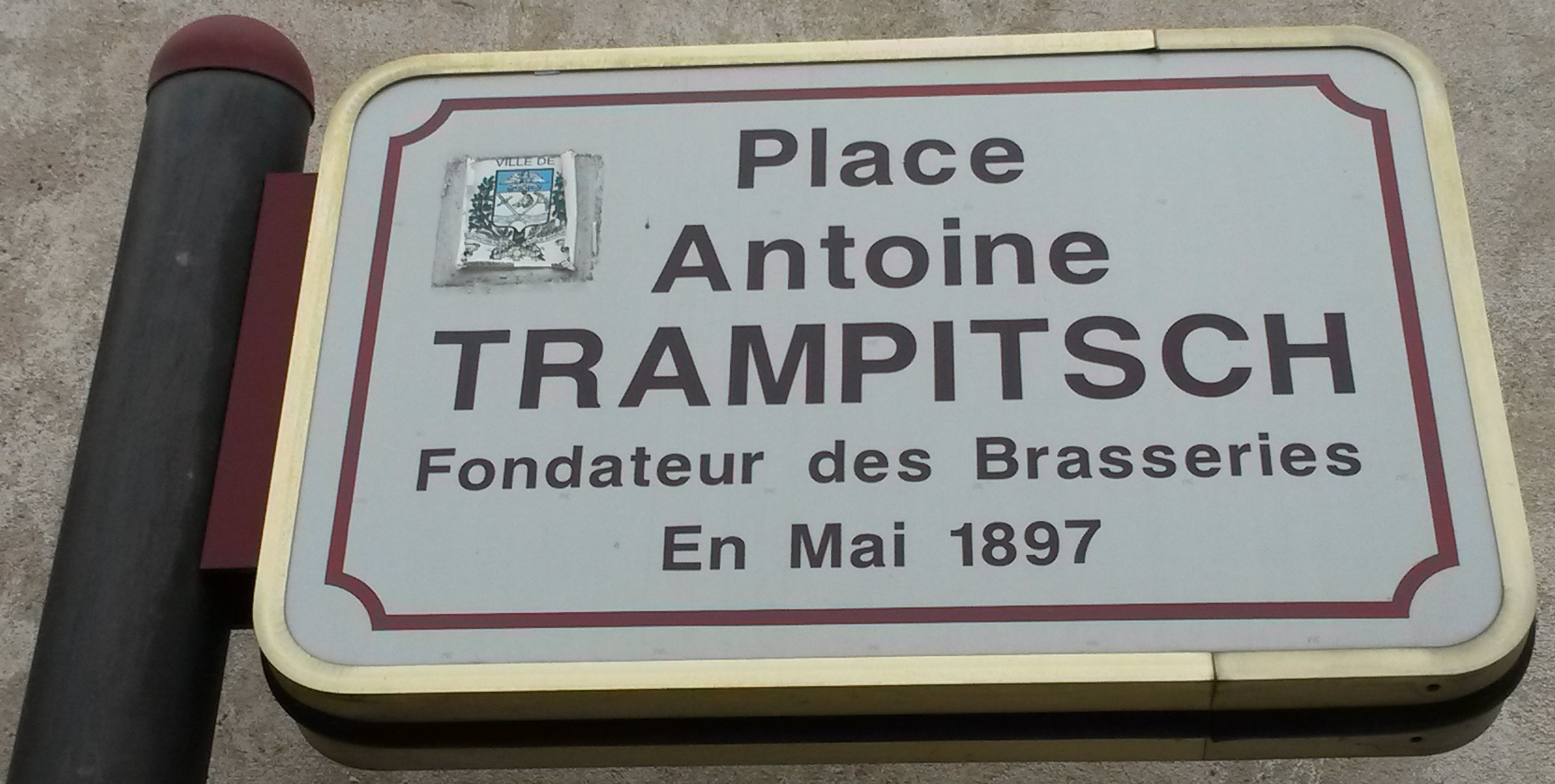
Straßenschild „Place Antoine Trampitsch“ in Champigneulles, photo Lea Colombain

In Champigneulles wurde ein zentraler Platz im Ort nach ihm benannt (Place Antoine Trampitsch). Auf französischen Websites wird er als Slowene aus »Slowenien« wahrgenommen. Damit ist Trampitsch, der 1840 auf der Sattnitz/Gure geboren worden war und in jungen Jahren Kärnten verließ, auch ein Beispiel einer slowenischen Identität, die über die regionalen Kärntner Grenzen hinausreicht. Das wiederum ist durchaus mit anderen sozial- und rechtshistorischen Analysen der Zeit und des Raumes konkordant. Er wurde am Friedhof berühmter Persönlichkeiten Premontre in Nancy/Nanzig begraben.